# Bröller

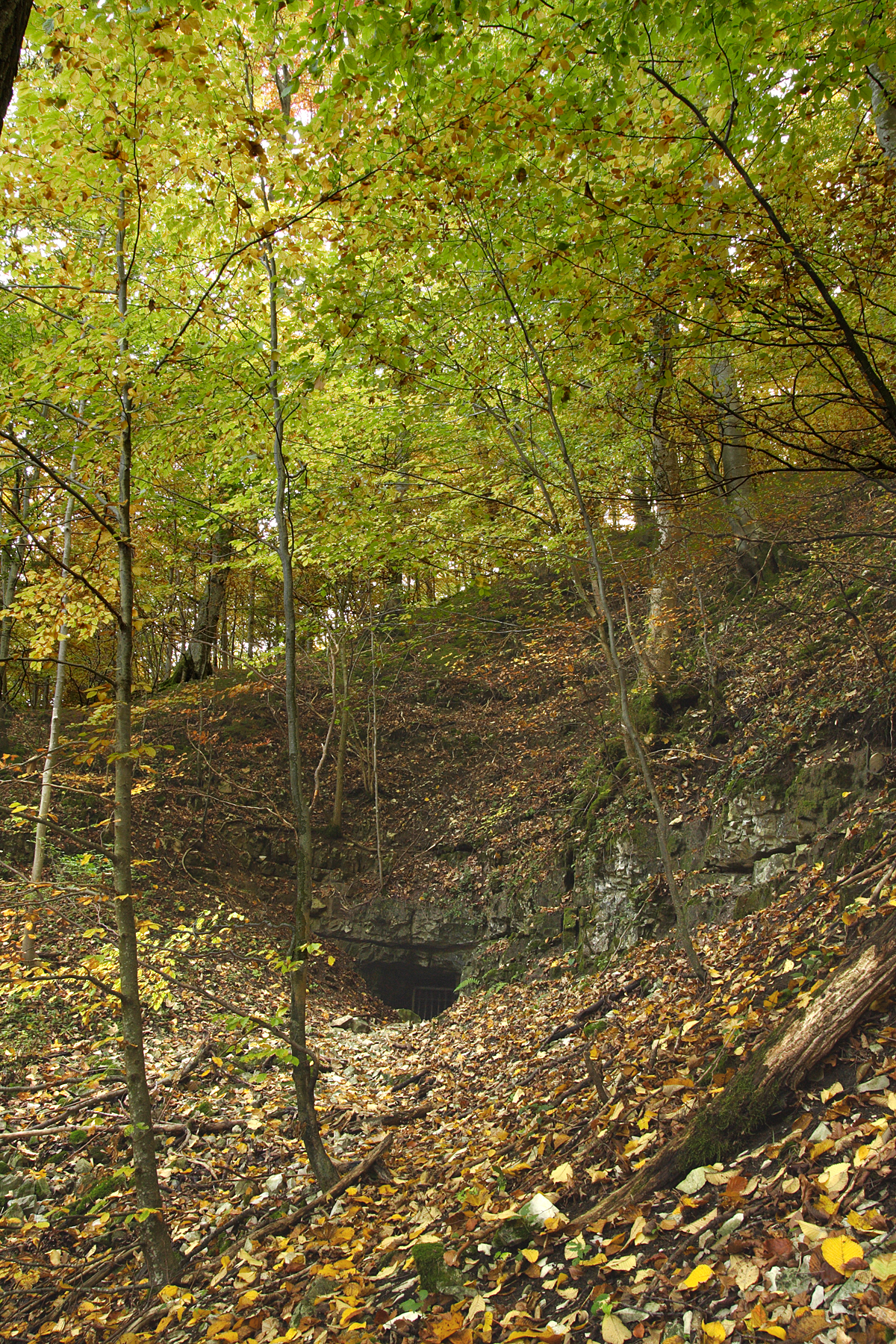
Willmandinger Bröller, episodisch aktive Quellhöhle

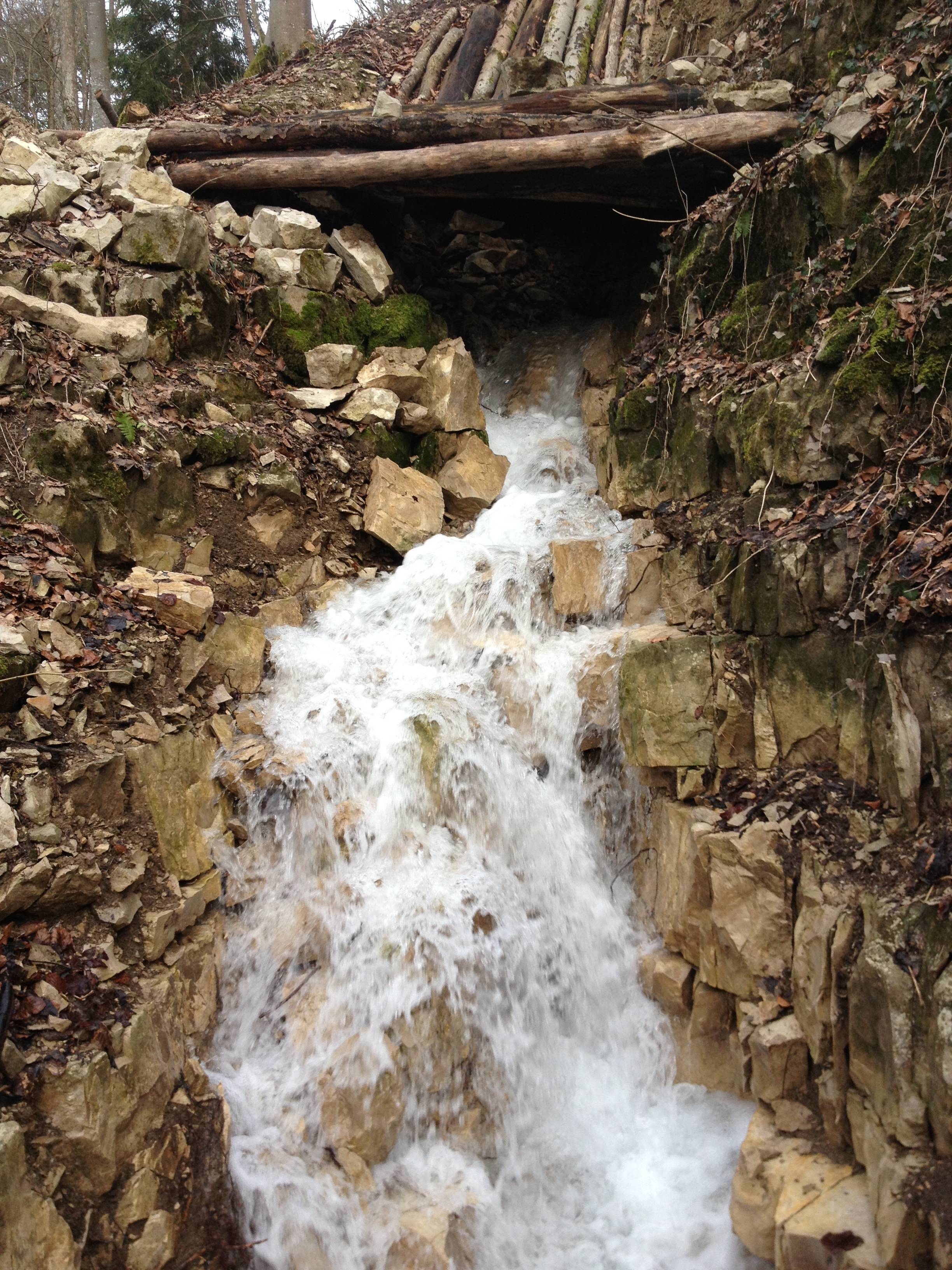
Aktiver Bröller des Zellerbachs am Albtrauf bei Hechingen-Boll

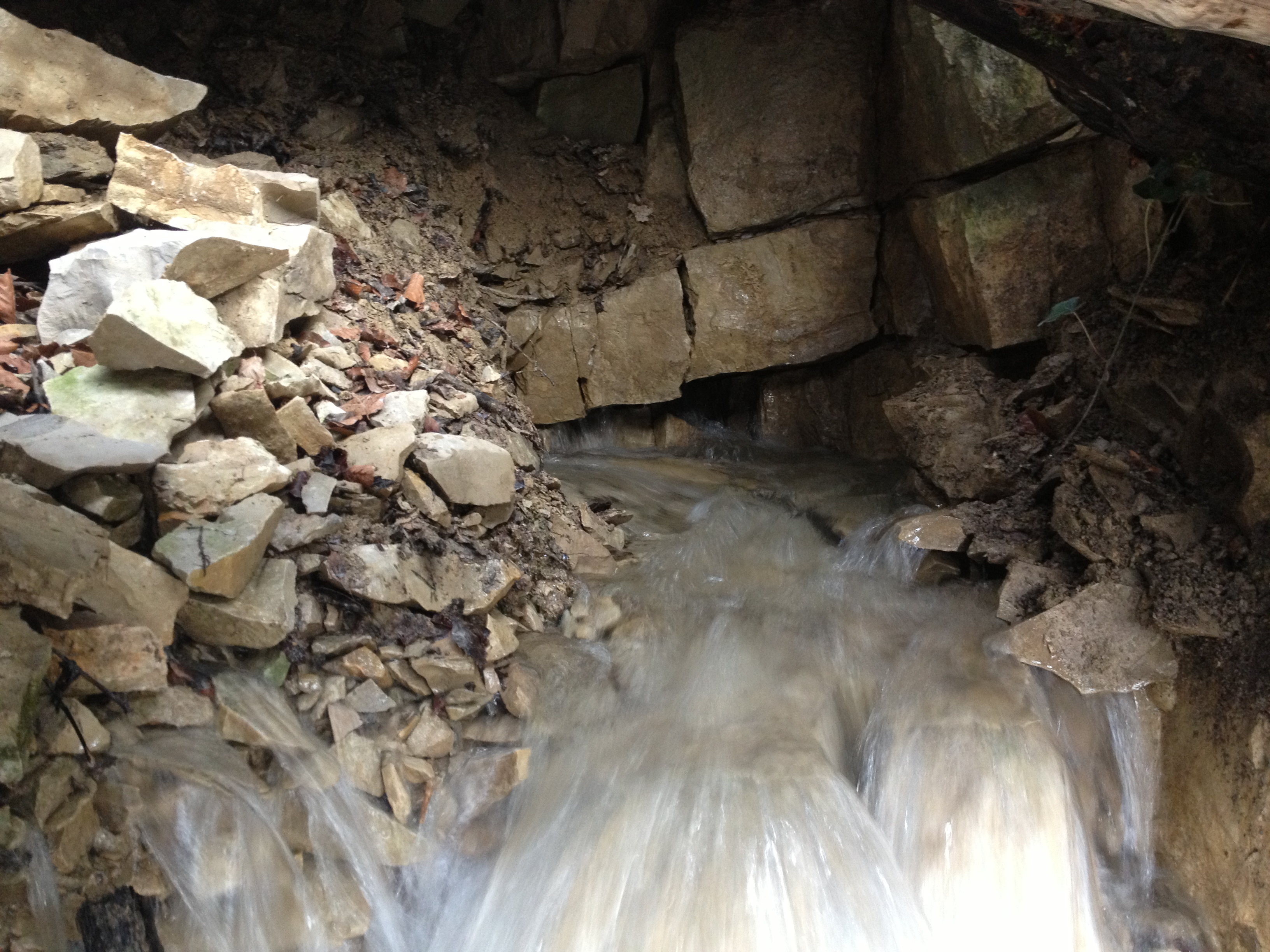
Detail Zellerbachbröller

Bröller ist die schwäbische Bezeichnung für periodisch schüttende Karstquellen, die allgemein als Hungerbrunnen bezeichnet werden.

## Name
In der Beschreibung des Oberamts Reutlingen von 1824 heißt es von der äußerlich wenig auffälligen Höhle in Hausen an der Lauchert: „Diese berüchtigte Quelle liegt im Lauchartthal (…).“ Diese Quelle hat ihren Namen „von dem Getöse oder Gebrülle, das sie macht, wenn sie sich ergießt. Dieses Gebrülle soll dem Ergießen immer eine Zeitlang vorangehen, und für die Thalbewohner ein warnendes Zeichen seyn (…)“. Viele, aber nicht alle intermittierend aktiven Wasserhöhlen auf der Schwäbischen Alb werden als Bröller oder Brüller bezeichnet. Auf der Fränkischen Alb sind diese Arten von Quellen als Tummler, in Westfalen als Quickspring bekannt.

## Geologie
Wenn der entwässernde Vorfluter tiefer als eine Quelle oder als das Mundloch einer aktiven Wasserhöhle liegt, erweitern sich Karstwasserwege und früher oder später sinkt der Karstwasserspiegel tiefer. Dann schütten diese Quellen und Höhlen nur noch, wenn vermehrter Niederschlag den lokalen Karstwasserspiegel bis in ein höheres, d. h. älteres Karststockwerk, steigen lässt. Auf der Schwäbischen Alb gibt es heute sowohl aktive und intermittierend aktive als auch bereits für immer trocken gefallene Höhlen.
Im Übrigen kommen intermittierende Wasserhöhlen in verschiedenen geologischen Formationen und Geländezuständen vor. Da die Erosionserscheinungen im Gelände fortwirken, während Wassererosion und Sedimentation der Bröller nur noch periodisch bzw. episodisch wirkt, streichen Bröller und ihre Portale oft „in der Luft“ aus (in Klingen, Felswänden oder Hangschutt; siehe Beispiele unten).

## Bröller-Geotope
Markante Bröller der Schwäbischen Alb sind:

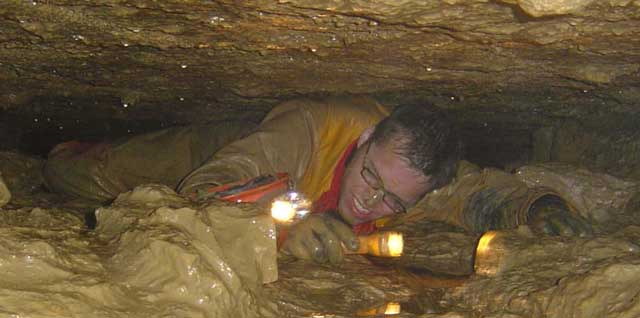
Im Angstschluf des Elsachbröllers

- Teufelsklingen-Bröller, ND, höhlenartige Quelle mit tiefer Klinge; Heubach (LK Ostalb); am Ortsausgang der Straße Heubach–Bartholomä auf Forstwegen ca. 2 km Aufstieg zur Klinge. ▼
- Bauernloch bei Neuffen, Mundloch in der Mitte einer 20 m hohen Klinge. ▼
- Höllstern-Bröller bei Gutenberg. ▼
- Elsachbröller im Hangschutt eines Tales direkt gegenüber der Falkensteiner Höhle[Anmerkung 2] ▼
- Brunnenstein-Bröller, Mundloch in der Felswand oben an der Schlößlessteige zum Schloss Lichtenstein, oberhalb Honau bei Reutlingen.
- Willmandinger Bröller, Mundloch im bewaldeten Hangschutt in einem alten Talheim-Willmandingen-Aufstieg. ▼
- Hausener Bröller, Hausen an der Lauchert; am Saum der Flussaue, direkt an der Straße. ▼
- Bühlen-Bröller, unterhalb der Traufkante im Steilhang, 900 Meter östlich des Lochenpasses bei Weilstetten/Balingen. ▼

Im Donautal
- Thiergartenbröller NE Prallhang der Donau, 1 km nach dem Ort Thiergarten (Beuron). ▼
- Obere Bröllerhöhle (Heidenloch, Teufelsloch), etwas nördlich oberhalb des Thiergarten-Bröllers. ▼

Alle genannten Bröller stehen als Naturdenkmal unter Schutz.